# 神戶市立王子動物園

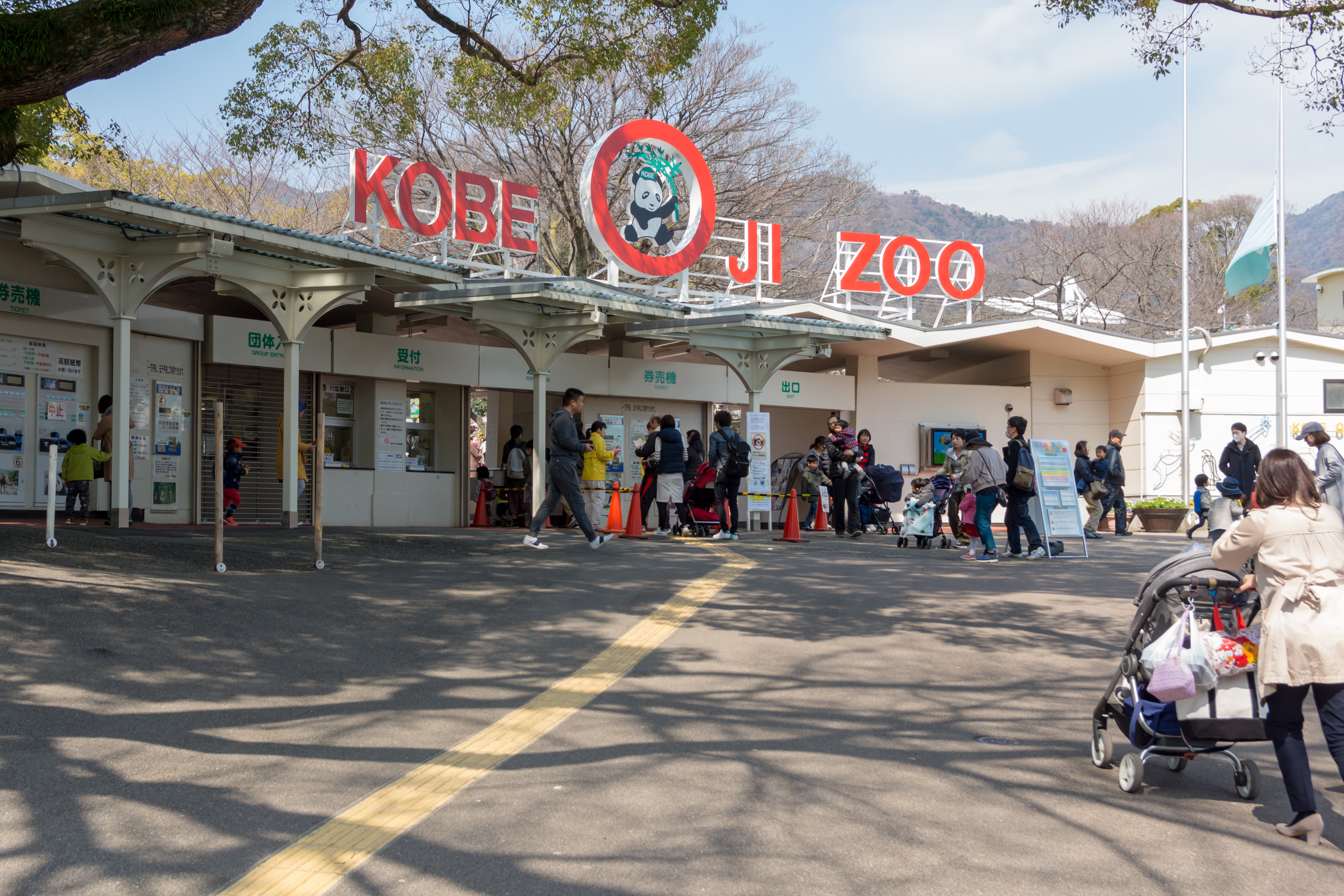

神戶市立王子動物園（日语：神戸市立王子動物園）是一座位於日本兵庫縣神戶市灘區王子公園內的動物園。神戶市立王子動物園的前身是「諏訪山動物園」，飼養有大熊貓、考拉、東北虎、雪豹等珍奇動物。現在神戶市立王子動物園是日本唯一一個可以同時看到大熊貓和考拉的動物園。
34°42′36″N 135°12′52″E / 34.71°N 135.214444°E